# Бери Крик (Калифорнија)
Бери Крик (енгл. Berry Creek) насељено је место без административног статуса у америчкој савезној држави Калифорнија.

## Демографија
По попису из 2010. године број становника је 1.424.
| Група             | 2000.    | 2010.         |
| Белци             | 0 (0,0%) | 1.194 (83,8%) |
| Афроамериканци    | 0 (0,0%) | 8 (0,6%)      |
| Азијати           | 0 (0,0%) | 13 (0,9%)     |
| Хиспаноамериканци | 0 (0,0%) | 98 (6,9%)     |
| Укупно            | 0        | 1.424         |